# Gare de Budatétény
La gare de Budatétény (hongrois : Budatétény vasútállomás, prononcé [ [ˈbudɒteːteːɲ]]) est une gare ferroviaire secondaire de Budapest.